# Juliomys pictipes
Juliomys pictipes, popularmente denominado de rato-do-mato, é uma espécie de roedor da família Cricetidae.
Pode ser encontrada nos seguintes países: Argentina e Brasil.